# Mr. Mayor
Mr. Mayor é uma série de televisão estadunidense criada por Tina Fey e Robert Carlock para a NBC. A série é estrelada por Ted Danson, Bobby Moynihan, Holly Hunter, Vella Lovell, Mike Cabellon e Kyla Kenedy e estreou em 7 de janeiro de 2021.

## Elenco

### Principal
- Ted Danson como Neil Bremer
- Holly Hunter como Arpi Meskimen
- Vella Lovell como Mikaela Shaw
- Mike Cabellon como Tommy Tomás
- Kyla Kenedy como Orly Bremer
- Bobby Moynihan como Jayden Kwapis

### Recorrente
- Benito Martinez como Prefeito Victor Delgado
- Rachel Dratch como Sr. Adams
- Jennifer DeFilippo como Valerie
- Josh Sussman como Leslie

### Convidados
- Andie MacDowell como Ele mesmo
- David Spade como Ele mesmo
- Chrissy Teigen como Ele mesmo
- A.J. Castro como Nestor
- Ani Sava como Daniella
- Gabrielle Ruiz como Emily Biyata
- Natalie Morales como Susan Karp
- Beau Bridges como Adolphus Hass
- Missi Pyle como Nicole
- Kurt Braunohler como Jax
- Ed Begley Jr. como Chet Danville
- Patty Guggenheim como Samanthee

## Episódios
| Temporada | Temporada | Episódios | Episódios | Originalmente exibido  | Originalmente exibido   |
| Temporada | Temporada | Episódios | Episódios | Estreia da temporada   | Final da temporada      |
| --------- | --------- | --------- | --------- | ---------------------- | ----------------------- |
|           | 1         | 9         | 9         | 7 de janeiro de 2021   | 25 de fevereiro de 2021 |
|           | Especial  | Especial  | Especial  | 15 de dezembro de 2021 | 15 de dezembro de 2021  |

## Recepção
No Rotten Tomatoes, a série tem um índice de aprovação de 44% com base em 32 críticas, com uma nota média de 4,79/10. O consenso crítico do site diz, "A primeira temporada de Mr. Mayor sofre de falta de especificidade, levando a piadas gerais e tramas rebeldes - ainda assim, um Ted Danson confiável e cativante e uma sensibilidade boba podem ser suficientes para alguns telespectadores". No Metacritic, a série tem uma pontuação média ponderada de 53 de 100, com base em 22 avaliações, indicando "críticas mistas ou médias".